# 위대한 탄생 (밴드)
위대한 탄생은 가수 조용필과 함께 활동하는 밴드이다. 1980년대에 결성된 것으로 알려져 있다.조용필 밴드라고도 불리지만 조용필과 함께 불리는 정식 명칭은 조용필과 위대한 탄생이다. 일반적으로 위대한 탄생은 보컬 조용필을 제외한 나머지 구성원을 총칭한다. 조용필 본인도 위대한 탄생을 빼놓고는 본인의 음악 인생을 이야기할 수 없다고 한다. 이 밴드 출신 유명 뮤지션으로는 유재하, 봄여름가을겨울, 김광민, 정원영, 최이철, 송홍섭, 이호준, 유영선 등이 있다.

## 현재 구성원
- 최희선 (리더, 기타)
- 이태윤 (베이스기타)
- 최태완 (건반)
- 김선중 (드럼)
- 이종욱 (건반)

## 역대 구성원
- 1기: 곽경욱(기타), 김정수(기타), 김택환(베이스기타), 김청산(건반), 이건태(드럼), 이호준(건반 객원멤버)
- 2기: 김석규(기타), 송홍섭(베이스기타), 이호준(건반), 변성룡(건반), 백천남(드럼), 유상윤(건반, 색소폰)
- 3기: 최진영(기타), 유영선(기타), 박청귀(기타), 송홍섭(베이스기타), 김정위(드럼), 김광민(피아노), 유재하(피아노), 석훈(건반), 이호준(건반), 박강호(베이스기타), 최이철(기타), 임동신(기타, 코러스), 정원영(건반), 김종진(기타), 전태관(드럼) 등
- 4기: 최희선(기타), 이태윤(베이스기타), 최태완(건반), 김희현(드럼), 한정호(건반), 김영길(건반)
- 5기: 최희선(기타), 이태윤(베이스기타), 최태완(건반), 이건태(드럼), 이종욱(건반)
- 6기(현재): 최희선(기타), 이태윤(베이스기타), 최태완(건반), 김선중(드럼), 이종욱(건반)

## 같이 보기
- 조용필